# Minilimosina unica
Minilimosina unica är en tvåvingeart som först beskrevs av Papp 1973.  Minilimosina unica ingår i släktet Minilimosina, och familjen hoppflugor. Arten är reproducerande i Sverige.